# Poloweltmeisterschaft 1992
Die III. Poloweltmeisterschaft fand vom 4. bis 12. April 1992 in Santiago de Chile statt. Ausrichtender Verein war der Club de Polo y Equitacion San Cristobal.
| Platz | Land | Sportler                                                                 |
| ----- | ---- | ------------------------------------------------------------------------ |
| 1     | ARG  | Lucas Criado, Delfin Uranga Facundo Bensadon, Patricio Garrahan          |
| 2     | CHI  | Jaime Garcia Huidobro, Jaime Arrau Rodrigo Vial, Jose A. Rebolar         |
| 3     | ENG  | Robert Hanson, Andrew Hine James Lucas, Jason Dixon                      |
| 4     | USA  | Dale Schwetz, John Gobin George Olivas, Peter Cummings                   |
| 5     | MEX  | Eduardo Garibay, Alejandro Gomez Prada Ricardo Garibay, Oscar Garibay    |
| 6     | GUA  | Victor Hugo Morales, Alfredo Aycinenea Emmanuel Seidner, Francois Berger |

Halbfinale

Argentinien – Vereinigte Staaten 16-8

Chile – England 6-4
Finale

Argentinien – Chile 12-7